# Sava Sandić
Sava Sandić (en serbe cyrillique : Сава Сандић), né en 1915 à Zaječar et mort en 2010 à Belgrade, est un sculpteur serbe. En plus de ses sculptures, il a aussi réalisé des médailles, des plaques commémoratives ainsi que des bijoux.

## Présentation
Sava Sandić suit les cours de l'Académie des beaux-arts de Belgrade puis travaille dans l'a telier public de Toma Rosandić. En 1948, il devient membre de l'Association des artistes de Serbie (en serbe : Udruženje likovnih umetnika Srbije ; en abrégé : ULUS) et, à partir de 1956, membre de l'Association des artistes en art visuel et en art appliqué de Serbie (Udruženje likovnih umetnika primenjenih umetnosti i dizajnera Srbije ; en abrégé : ULUPUDS). Il participe à des expositions collectives en Yougoslavie et à l'étranger et expose à titre individuel à Belgrade (1953,1 956, 1964, 1974, 1976, 1978, 1979, 2006) à Kruševac (1954) à Pančevo (1974) à Sombor (1980), à Ub (1981) et à Ilok (1986).

## Quelques créations
- le Monument aux combattants tués et aux victimes de la guerre, à Vrdnik
- le Monument aux combattants tués, à Pljevlja
- le Monument au détachement de Partisans Veljko Dugošević, à Požarevac (inachevé)
- le Printemps, bronze, 1957, à Belgrade, dans le parc de Tašmajdan
- Fontaine avec deux figures debout, pierre, 1958, Belgrade
- Jeune fille assise, pierre, 1961, Belgrade
- Deux femmes, 1963, bronze, à Pančevo
- Tobogan, à Belgrade, parc de Tašmajdan